# Кубанський державний медичний університет
Кубанський державний медичний університет (КубДМУ) (рос. Кубанский государственный медицинский университет) — вищий навчальний заклад в Краснодарі.
Ректор університету: Сергій Миколайович Алексєєнко.

## Історія
Заснований в 1920 році як медичний факультет новоствореного Кубанського університету. В 1921 році виділений до самостійного навчального закладу — Кубанського медичного інституту. Першим деканом медичного факультету, і згодом ректором інституту був обраний професор Н. Ф. Мельников-Розведенков. В 1994 отримав статус академії, а в 2005 — університету.
Розташовується в історичній будівлі колишнього Катеринодарського єпархіального училища.

## Факультети
У вузі існують такі факультети:
- Лікувальний
- Педіатричний
- Стоматологічний
- Фармацевтичний
- Медико-профілактичний
- Підвищення кваліфікації та перепідготовки фахівців
- Довузівської підготовки

## Відомі викладачі та випускники

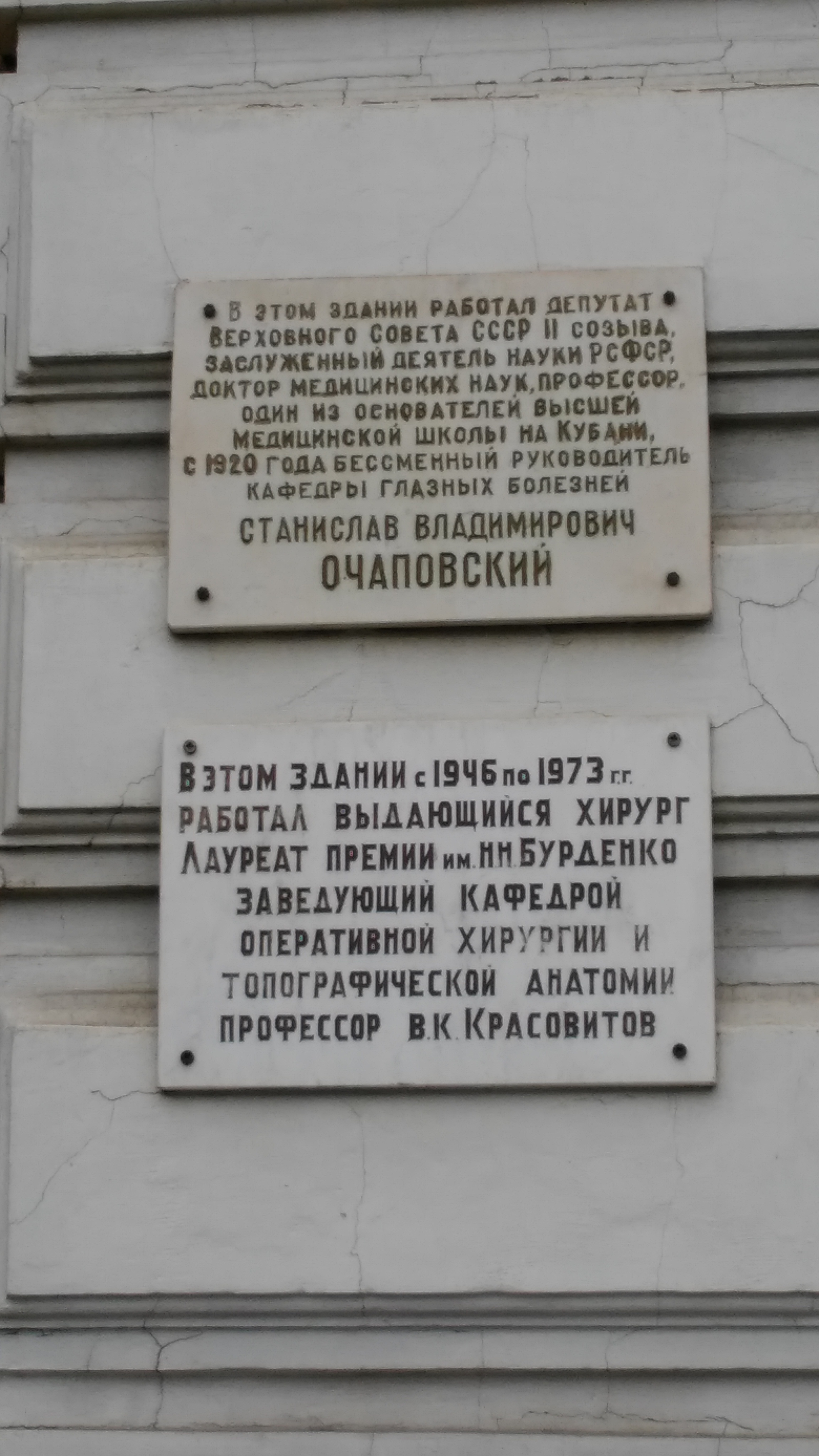
Меморіальна дошка Очаповському С. В. та В. К. Красовітову на будинку № 11 по вулиці Сєдіна в Краснодарі. 2017 року.

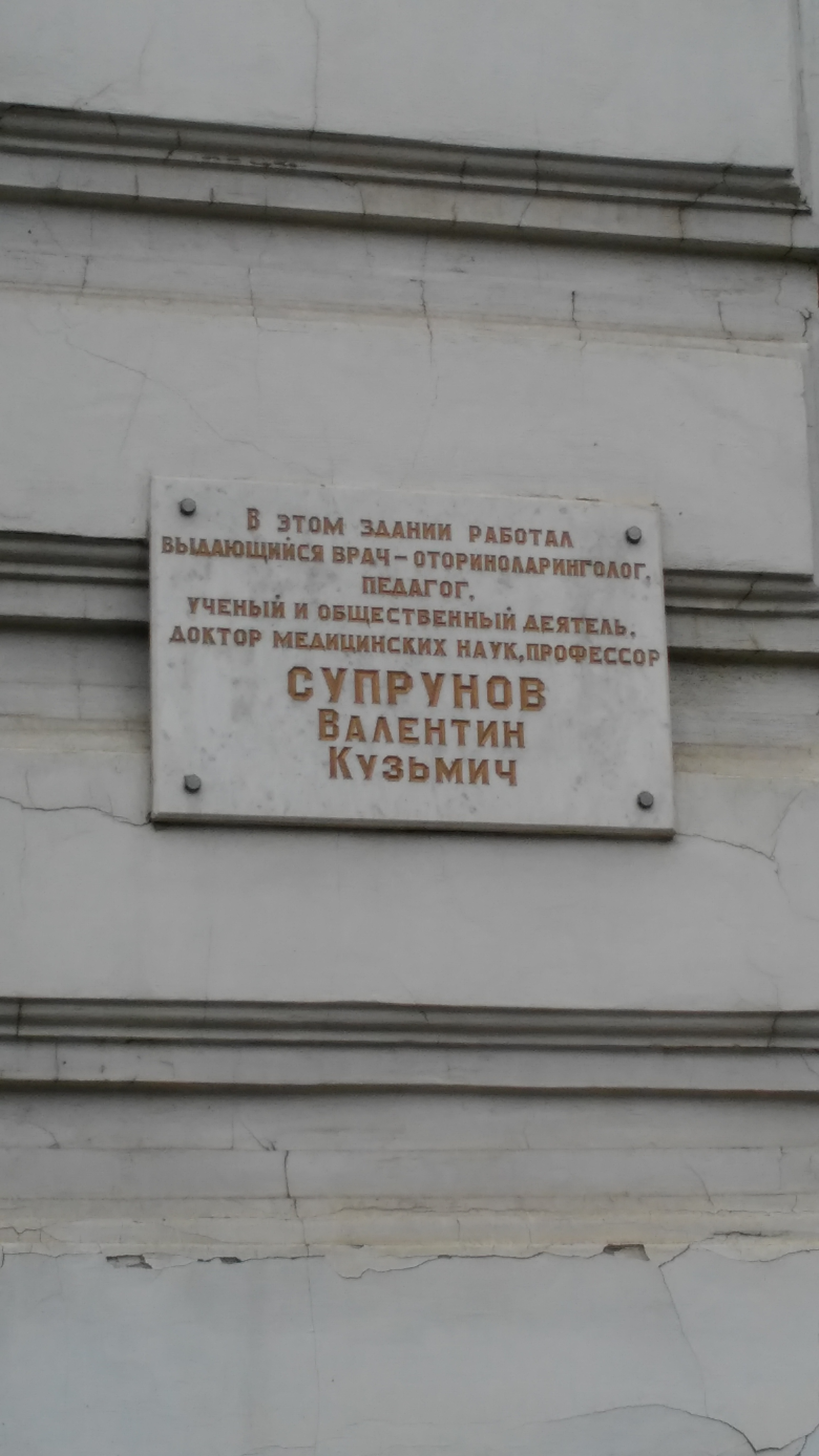
Меморіальна дошка Супрунову В. К. на будинку № 11 на вулиці Сєдіна в Краснодарі. 2017.

- Войцехівський Микола Володимирович – видатний професор, акушер та військовий лікар.
- Дадалов Іван Михайлович - військовий лікар у роки Великої Вітчизняної війни, з 1961 року - генерал-майор медичної служби.
- Красовітов Володимир Костянтинович (1904-1993) доктор медичних наук, професор, завідувач кафедри топографічної анатомії та оперативної хірургії з 1944 по 1973 рік, працював провідним хірургом Краснодарського крайового госпіталю для інвалідів вітчизняної війни (госпіталю). Удостоєний Премії НКЗ СРСР (1947), лауреат премії ім. Н. Н. Бурденко (1960), "Герой праці В'єтнаму" (1958).
- Ойвін Ісидор Абрамович ( 1909 - 1972 ) - радянський патофізіолог. Завідувач кафедри патофізіології Кубанського медичного інституту в 1956 - 1963 роках.
- Сеничкіна Маргарита Олександрівна – автор системи психофізичної саморегуляції «Театр Здоров'я», фахівець із лікування посттравматичних стресових розладів; спеціаліст із сугестивної лінгвістики; автор та ведуча серії медичних оглядів на телеканалі (ТВЦ) та телевізійного проекту «Театр здоров'я» (2004) та автор книг з альтернативної медицини. Рік випуску 1982.
- Шалімов Олександр Олексійович — видатний хірург, один із засновників української хірургічної школи, дійсний член АН УРСР (з 1978 ), дійсний член Академії медичних наук України (з 1993 року ). Герой України.
- Шандала, Михайло Георгійович – гігієніст, організатор медичної науки, академік РАМН, кавалер чотирьох орденів. Директор ФГУН «НДІ дезінфектології» Росспоживнагляду.

Присвятили своє життя роботі у Кубанському медичному інституті: П. П. Авроров, С. В. Очапівський, А. А. Мєлкіх, Г. Н. Лук'янов, Л. М. Порубайко.